# Liste der Baudenkmale in Prinzhöfte
In der Liste der Baudenkmale in Prinzhöfte sind alle Baudenkmale der niedersächsischen Gemeinde Prinzhöfte aufgelistet. Die Quelle der Baudenkmale ist der Denkmalatlas Niedersachsen. Der Stand der Liste ist der 16. Juni 2022.

## Allgemein
In den Spalten befinden sich folgende Informationen:
- Lage: die Adresse des Baudenkmales und die geographischen Koordinaten. Kartenansicht, um Koordinaten zu setzen. In der Kartenansicht sind Baudenkmale ohne Koordinaten mit einem roten Marker dargestellt und können in der Karte gesetzt werden. Baudenkmale ohne Bild sind mit einem blauen Marker gekennzeichnet, Baudenkmale mit Bild mit einem grünen Marker.
- Bezeichnung: Bezeichnung des Baudenkmales
- Beschreibung: die Beschreibung des Baudenkmales. Unter § 3 Abs. 2 NDSchG werden Einzeldenkmale und unter § 3 Abs. 3 NDSchG Gruppen baulicher Anlagen und deren Bestandteile ausgewiesen.
- ID: die Objekt-ID des Baudenkmales
- Bild: ein Bild des Baudenkmales, ggf. zusätzlich mit einem Link zu weiteren Fotos des Baudenkmals im Medienarchiv Wikimedia Commons. Wenn man auf das Kamerasymbol klickt, können Fotos zu Baudenkmalen aus dieser Liste hochgeladen werden:

## Horstedt

### Gruppe: Hofanlage Dorfstraße 24
Baudenkmal (Gruppe):

| Lage                                      | Bezeichnung             | Beschreibung | ID       | Bild |
| ----------------------------------------- | ----------------------- | ------------ | -------- | ---- |
| Dorfstraße 24 52° 56′ 48″ N, 8° 34′ 14″ O | Hofanlage Dorfstraße 24 |              | 35951420 | BW   |

Baudenkmale (Einzeln):

| Lage                                      | Bezeichnung              | Beschreibung                                                                                    | ID       | Bild |
| ----------------------------------------- | ------------------------ | ----------------------------------------------------------------------------------------------- | -------- | ---- |
| Dorfstraße 24 52° 56′ 48″ N, 8° 34′ 12″ O | Wohn-/Wirtschaftsgebäude | Fachwerkhaus aus der Zweiten Hälfte des 18. Jahrhunderts mit Steinausfachungen, Krüppelwalmdach | 35972863 | BW   |
| Dorfstraße 24 52° 56′ 49″ N, 8° 34′ 14″ O | Scheune                  |                                                                                                 | 35972917 | BW   |
| Dorfstraße 24 52° 56′ 48″ N, 8° 34′ 13″ O | Stall                    |                                                                                                 | 35972891 | BW   |

### Baudenkmale (Einzeln)
| Lage                                      | Bezeichnung              | Beschreibung                                                                           | ID       | Bild |
| ----------------------------------------- | ------------------------ | -------------------------------------------------------------------------------------- | -------- | ---- |
| Dorfstraße 16 52° 56′ 44″ N, 8° 34′ 19″ O | Scheune                  | Fachwerkscheune der Hofanlage Dorfstraße 16, 19. Jahrhundert, Satteldach               | 35972336 | BW   |
| Dorfstraße 16 52° 56′ 43″ N, 8° 34′ 19″ O | Wohn-/Wirtschaftsgebäude | Zweiständerhallenhaus und Fachwerkhaus mit Steinausfachungen, 19. Jh., Krüppelwalmdach | 35972305 | BW   |
| Dorfstraße 10 52° 56′ 40″ N, 8° 34′ 21″ O | Wohn-/Wirtschaftsgebäude | Das Wohn- und Wirtschaftsgebäude Dorfstraße 10 ist ein Heuerhaus von um 1900           | 35972233 | BW   |

## Klein Henstedt

### Baudenkmale (Einzeln)
| Lage                                            | Bezeichnung  | Beschreibung                                                                                                 | ID       | Bild |
| ----------------------------------------------- | ------------ | --- | -------- | ---- |
| Sether Mühle 2 52° 58′ 54″ N, 8° 33′ 2″ O       | Windmühle    | Sether Mühle von 1851; achteckiger Unterbau erhalten                                                         | 35972386 |      |
| Am Sportplatz 52° 58′ 0″ N, 8° 33′ 12″ O        | Scheune      | Die Scheune Am Sportplatz ist eine Fachwerk-Feldscheune von 1820                                             | 35972993 |      |
| Traren 18 52° 57′ 52″ N, 8° 33′ 4″ O            | Speicher     | Die Schule Klein Henstedt ist ein von einem anderen Ort versetzter Fachwerkspeicher von vermutlich vor 1879. | 35973580 | BW   |
| Traren 18 52° 57′ 52″ N, 8° 33′ 5″ O            | Schule       | Gebäude von etwa 1880                                                                                        | 35973019 | BW   |
| Henstedter Straße 9 52° 57′ 54″ N, 8° 33′ 25″ O | Scheune      | Die Scheune Henstedter Straße 9 ist eine Fachwerk-Scheune mit Keller von 1835.                               | 35973043 |      |
| Alte Dorfstraße 1 52° 57′ 51″ N, 8° 33′ 26″ O   | Nebengebäude | | 35972585 | BW   |
| Alte Dorfstraße 3 52° 57′ 51″ N, 8° 33′ 30″ O   | Nebengebäude | | 35972944 | BW   |

## Prinzhöfte

### Gruppe: Hofanlage Stiftenhöfte
Baudenkmal (Gruppe):

| Lage                                             | Bezeichnung            | Beschreibung | ID       | Bild |
| ------------------------------------------------ | ---------------------- | ------------ | -------- | ---- |
| Stiftenhöfter Straße 5 52° 56′ 1″ N, 8° 34′ 1″ O | Hofanlage Stiftenhöfte |              | 35951389 | BW   |

Baudenkmale (Einzeln):

| Lage                                              | Bezeichnung              | Beschreibung | ID       | Bild |
| ------------------------------------------------- | ------------------------ | --- | -------- | ---- |
| Stiftenhöfter Straße 5 52° 56′ 2″ N, 8° 34′ 0″ O  | Wohn-/Wirtschaftsgebäude | Verklinkertes Zweiständerhallenhaus von 1914 mit Satteldach und Wohnhausanbau von 1923 mit Krüppelwalmdach sowie verklinkerter Stallanbau mit Satteldach | 35972614 | BW   |
| Stiftenhöfter Straße 5 52° 56′ 1″ N, 8° 33′ 59″ O | Backhaus                 | Backhaus vom 19. Jh. und Anbau mit Satteldach | 35972671 | BW   |
| Stiftenhöfter Straße 5 52° 56′ 1″ N, 8° 33′ 59″ O | Scheune                  | | 35972643 | BW   |

### Gruppe: Hofanlage An der Flachsbäke 14
Baudenkmal (Gruppe):

| Lage                                           | Bezeichnung                    | Beschreibung | ID       | Bild |
| ---------------------------------------------- | ------------------------------ | ------------ | -------- | ---- |
| An der Flachsbäke 14 52° 56′ 0″ N, 8° 29′ 7″ O | Hofanlage An der Flachsbäke 14 |              | 35950671 | BW   |

Baudenkmale (Einzeln):

| Lage                                           | Bezeichnung              | Beschreibung                                                                              | ID       | Bild |
| ---------------------------------------------- | ------------------------ | ----------------------------------------------------------------------------------------- | -------- | ---- |
| An der Flachsbäke 14 52° 56′ 0″ N, 8° 29′ 6″ O | Wohn-/Wirtschaftsgebäude | Zweiständerhallenhaus und Fachwerkhaus aus dem frühen 19. Jahrhundert mit Krüppelwalmdach | 35972256 | BW   |
| An der Flachsbäke 14 52° 56′ 1″ N, 8° 29′ 6″ O | Scheune                  | Fachwerkscheune                                                                           | 35972282 | BW   |
| An der Flachsbäke 14 52° 56′ 0″ N, 8° 29′ 5″ O | Baumbestand              |                                                                                           | 35973658 | BW   |

### Gruppe: Hofanlage Wunderburg 8
Baudenkmal (Gruppe):

| Lage                                     | Bezeichnung            | Beschreibung | ID       | Bild |
| ---------------------------------------- | ---------------------- | ------------ | -------- | ---- |
| Wunderburg 8 52° 55′ 58″ N, 8° 31′ 13″ O | Hofanlage Wunderburg 8 |              | 35951405 | BW   |

Baudenkmale (Einzeln):

| Lage                                     | Bezeichnung              | Beschreibung                                                                                  | ID       | Bild |
| ---------------------------------------- | ------------------------ | --------------------------------------------------------------------------------------------- | -------- | ---- |
| Wunderburg 8 52° 55′ 57″ N, 8° 31′ 12″ O | Wohn-/Wirtschaftsgebäude | Wirtschaftsgebäude im Kern aus dem 18. Jahrhundert, Zweiständerhallenhaus mit Krüppelwalmdach | 35972698 | BW   |
| Wunderburg 8 52° 55′ 57″ N, 8° 31′ 13″ O | Wohnhaus                 | Verklinkertes Wohnhaus aus den 1920er Jahren mit Krüppelwalmdach und Giebelrisalit            | 35972728 | BW   |

### Baudenkmale (Einzeln)
| Lage                                        | Bezeichnung | Beschreibung | ID       | Bild |
| ------------------------------------------- | ----------- | --- | -------- | ---- |
| Hölscherholz 7 52° 55′ 4″ N, 8° 28′ 51″ O   | Forsthaus   | Das Forsthaus Hölscherholz ist ein Hallenhaus als Fachwerkhaus mit Krüppelwalmdach, rechter Teil von 1837, linker Teil von 1910 | 35972361 | BW   |
| Vor den Höfen 1 52° 55′ 55″ N, 8° 28′ 42″ O | Speicher    | | 35972752 | BW   |